# Répce-sík
A Répce-sík a Vas–Soproni-síkság egyik kistája Győr-Moson-Sopron illetve Vas vármegye területén. Az 529 km² területű síkság a Magyarország területére lépő Répce félköríves völgykanyarulatának északi előterét foglalja magába. Nyugatról a magyar–osztrák határ, illetve az azon túl elterülő Kabold–Fülesi-dombság és a Pulyai-medence, északról az Ikva-sík, keletről a már a Kisalföldhöz tartozó Kapuvári-sík, délkeletről a Rábai teraszos sík, délnyugatról pedig a Gyöngyös-sík, illetve a Kőszeghegyalja határolja.

## Földtan és domborzat
A kistáj alaphegységét karbon kori csillámpalaösszlet alkotja, a síkság keleti vidékein azonban már a Rába-völgyre jellemző szilur és devon kori metamorfitösszletből épül fel a medencealjzat. Az idők során változó intenzitással ezekre építette a Répce hordalékkúpjait, amelyeket a jégkorszak során fellépő felszínalakító folyamatok egységes, vályoggal és lösszel fedett kavicstakaróvá alakítottak.
A délnyugatról északkeleti irányban enyhén lejtő Répce-sík átlagos tengerszint feletti magassága 167 méter. Legmagasabb pontja északnyugaton, Sopronkövesd közelében (245 m), legalacsonyabb pontja pedig a Kisalfölddel érintkező északkeleti részén (122 m) található. A kistáj felszínét a Répce korábbi medervölgyületei és holtágai tagolják. Noha a Répce építette tágas síkságról van szó, csupán déli része tartozik a folyó vízgyűjtőterületéhez. Itt veszi fel bal oldali mellékágai, a Rajna-patak, a Pós-patak és a Kocsód-patak, illetve a jobb oldali Ásás vizét. A Répce-sík északi része már a kistájat nyugat–keleti irányban átszelő, szintén völgykanyarulatos Kardos-ér vízgyűjtője (ennek mellékága a Köles-ér). Mintegy tucatnyi kis tavának átlagos területe 1 ha.
A Répce-síkon több hévízforrás ismert, ezek legjelentősebbike az 1957-ben felfedezett gyógyhatású, szénsavas büki termálvíz.

## Éghajlat
Éghajlatát mérsékelten hűvös évi középhőmérséklet (9,5–9,8 °C) jellemzi, a kistáj keleti részének nyári átlaghőmérséklete rendszerint 0,5 °C-kal magasabb a nyugatinál. Az évi csapadékmennyiség szintén mérsékelt (630–650 mm/év). Nyugati irányban haladva jellemzően csapadékosabb területekre jutunk, a legtöbb egynapi csapadékot Sopronhorpácson mérték (98 mm). Az évi napsütötte órák száma 1850–1900 között mozog. Az északi és déli szélirány egyaránt jellemző, az átlagos szélsebesség 12,5 km/h.

## Talaj és növényzet
Az uralkodó talajtípus a vízzáró kavicsréteg jelenléte miatt kevésbé termékeny, agyagbemosódásos barna erdőtalaj (a terület 71%-án), valamint a délnyugati területek löszös üledékein kialakult, szántóművelésre alkalmas csernozjom barna erdőtalaj (15%). Ezenkívül a Répce és a Kardos-ér völgyében a szintén jó vízgazdálkodású réti öntéstalaj (8%), illetve réti talaj (2%), Sopronkövesd térségében pedig barnaföld (3%) található. Az Alföld szikeseihez hasonló zárványterületként ismert Iván-Viszlamajornál egy kavicstakaróval körülzárt, réti szolonyec talaj borította medence. A Répce völgyének ligeterdői mára eltűntek, egyik jeles reliktumterülete a csáfordi Tőzikés-erdő. A Répce-sík nyugati, határ menti sávjában gyertyános-tölgyesek, illetve telepített akácosok és fenyvesek húzódnak, de a középső vidékeken is maradtak meg elszórtan tölgyesek. Az ősgyepterületek a Répce vizenyős rétjei kivételével szintén eltűntek, illetve a szárazabb területeken beerdősültek.
| Területhasznosítás | Terület     | Területarány |
| ------------------ | ----------- | ------------ |
| Lakott terület     | 2 486,3 ha  | 4,7%         |
| Szántó             | 28 015,4 ha | 52,9%        |
| Kert               | 389,9 ha    | 0,7%         |
| Szőlő              | 281,8 ha    | 0,5%         |
| Rét, legelő        | 5 164,0 ha  | 9,8%         |
| Erdő               | 16 516,0 ha | 31,2%        |
| Vízfelszín         | 61,1 ha     | 0,1%         |

## Népesség
A Répce-sík lakossága 23 334 fő (2001), népsűrűsége alacsony (44 fő/km², 2001), a népesség eloszlása és a településhálózat egyenetlen. A kistáj déli peremvidékét alkotó Répce-kanyarulatban sűrűn települt falvakat találni. Azonban a két, egyenként kb. 3500-as lakosságszámú város – Csepreg és Bük – mellett mindössze Bő és Hegyfalu (Vas vármegye), valamint Zsira (Győr-Moson-Sopron vármegye) lakossága haladja meg az 500 lelket, egyébként aprófalvak füzére alkotja a Répce-völgy településhálózatát: Chernelházadamonya, Gór, Mesterháza, Nagygeresd, Nemesládony, Répceszentgyörgy, Tompaládony, Vámoscsalád, Vasegerszeg, illetve Csáfordjánosfa, Csér, Gyalóka, Répceszemere, Répcevis, Szakony. A kistáj Répce-kanyarulattól északra eső részén is jelentős településföldrajzi eltérések találhatóak. A 84-es főút tengelyében és attól nyugatra ugyan még jellemző az aprófalvak ritkább szövésű hálózata – Vas vármegyében Iklanberény, Lócs, Sajtoskál, Tormásliget, Győr-Moson-Sopron vármegyében Nemeskér, Und és Völcsej –, a további hat település lakossága 500 és 1500 fő közé esik: Egyházasfalu, Lövő, Simaság, Sopronhorpács, Sopronkövesd és Újkér. Ezzel szemben a kistáj északkeleti részében három nagy határú település fekszik: az ezres lélekszámot meghaladó Iván mellett két aprófalu: Csapod és Pusztacsalád.
A 2001. évi népszámlálás szerint a lakosság 82,9%-a római katolikus, a további legnagyobb felekezet az evangélikusoké 8,9%-kal, a reformátusok részaránya pedig csak az 1,3%-ot éri el. A magyar nemzetiség aránya 96%-os, számottevő a horvát kisebbség (0,9%), különösen Und községben magas a részarányuk, valamint a cigány kisebbség (0,8%).